# George Dewey Clyde

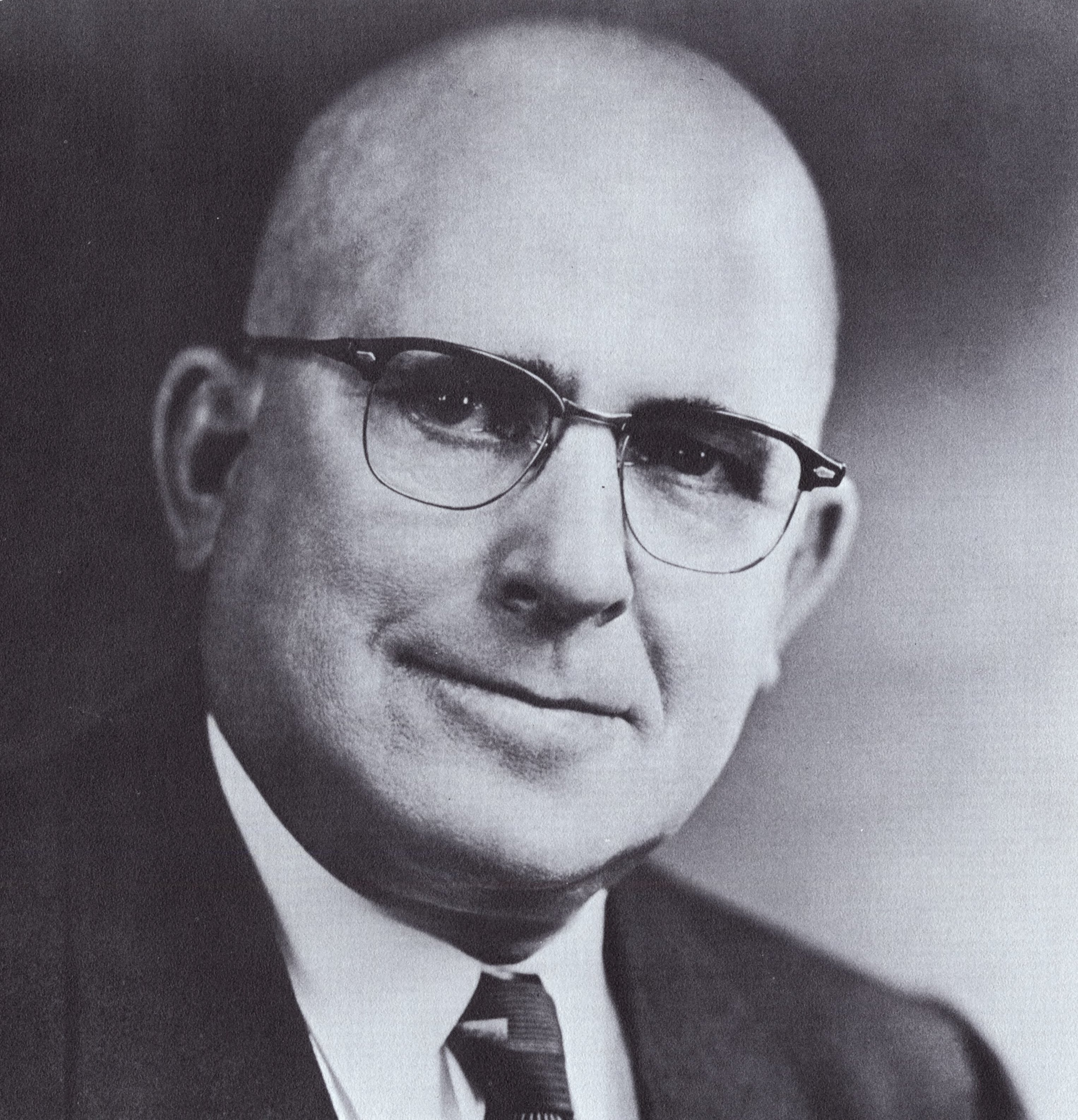
George Dewey Clyde als Gouverneur von Utah (1964)

George Dewey Clyde (* 21. Juli 1898 in Springville, Utah; † 2. April 1972) war ein US-amerikanischer Politiker (Republikanische Partei), der von 1957 bis 1965 Gouverneur des Bundesstaates Utah war.

## Frühe Jahre
Clyde machte 1921 seinen Bachelor in Agraringenieurwesen an dem Utah State Agricultural College und 1923 seinen Master in Bauingenieurwesen an der University of California in Berkeley. Anschließend schloss er sich dem technischen Lehrkörper am Utah State Agricultural College an und wurde 1935 Dekan von der School of Engineering and Technology. Während des Zweiten Weltkriegs lenkte er verschiedene Regierungsprogramme am College und war Verwalter des Civilian Pilot Training Programs, des War Production Training Programs, des Naval Radio Training Programs und des Army Specialized Training Programs. Er hielt Verwaltungsposten mit dem US-Bodenschutz von 1945 bis 1953. Anschließend wurde er zum Direktor des Utah Water and Power Board gewählt. Obwohl er ein politischer Neuling war, gewann er 1956 die republikanische Gouverneursnominierung und besiegte dabei drei andere Kandidaten. Bei der späteren stattfindenden Parlamentswahl ging er als Sieger hervor.

## Gouverneur von Utah
Er bekleidete das Amt des Gouverneurs von Utah vom 7. Januar 1957 bis zum 4. Januar 1965. Während seiner ersten Amtszeit organisierte er die weit verzweigten Exekutivbehörden um, erhöhte die staatlichen Fördermittel für Schulen und den Highway Ausbau, plante ein Staatsbauprogramm und startete staatliche Bibliotheks- und Grünanlagenprogramme. Während seiner zweiten Amtszeit oblag sein Interesse an der Schaffung des Canyonlands National Parks im südöstlichen Utah. Clyde lehnte die Besiedlung von großen Gebieten ab, die ausschließlich für Parks vorgesehen waren, stattdessen bevorzugte er die Mehrfachnutzung von Land, das für den Bergbau und als Weideland benutzt wurde. Der Punkt wurde 1964 geklärt, als der US-Kongress einen kleineren Park als ursprünglich vorgesehen schuf.

## Weiterer Lebenslauf
Nach dem Ende seiner zweiten Amtszeit setzte er seine Tätigkeit als Berater fort.
Clyde war Mitglied der Kirche Jesu Christi der Heiligen der Letzten Tage. Er war mit Ora Packard verheiratet und das Paar hatte fünf gemeinsame Kinder.